# Total War: Warhammer
Total War: Warhammer – strategiczna gra turowa stworzona przez The Creative Assembly. Została wydana 24 maja 2016 na systemy Windows. Akcja gry toczy się w uniwersum Warhammer Fantasy. Gra jest najszybciej sprzedającą się produkcją w serii Total War, w ciągu trzech dni od premiery sprzedano ponad pół miliona kopii. W 2017 roku pojawił się sequel gry - Total War: Warhammer II, a w 2022 trzecia część serii.

## Rozgrywka
Gra składa się z dwóch głównych części, mapy taktycznej i bitew rozgrywanych w czasie rzeczywistym. Podczas fazy taktycznej gracz ma możliwość rozbudowy miast, przenoszenia jednostek czy zawierania stosunków dyplomatycznych z innymi osobami na mapie. W trakcie bitew celem jest zniszczenie wszystkich wojsk wroga. Wśród jednostek dostępne są piechota, kawaleria i artyleria. W grze dostępne są cztery grywalne frakcje – ludzie z Imperium, zielonoskórzy (orkowie, gobliny itp.), krasnoludy i nieumarli pod wodzą książąt wampirów – zaś piąta (siły Chaosu) została udostępniona graczom, którzy zakupili grę w pre-orderze (przedsprzedaży), albo dokupili później dodatek DLC. Później dodano także następujące grywalne frakcje: Bretonnię, Bordeleaux, Carcassonne, krasnoludzki Klan Angrud, Leśne Elfy, Argwylon, Krzywy Księżyc, Krwawe Rence (błąd ortograficzny występuje w grze – jest elementem celowej stylizacji języka), Von Carstein, Zwierzoludzi, Norskę oraz Zimowego Kła. 

## Odbiór
Adam Zechenter z serwisu Gry-Online pochwalił sztuczną inteligencję jednostek sterowanych przez komputer. Redaktor zauważył, że w grze użyto tego samego silnika graficznego co w poprzednich częściach serii. Silnik nie zapewnia dużo lepszej oprawy graficznej, ale z drugiej strony gwarantuje dobrą optymalizację. Skrytykował natomiast zadania fabularne reklamowane przed premierą gry. Jego zdaniem wszystkie sprowadzają się do prowadzenia bitew.